# کلوتیلد اسیان
کلوتیلد اسیان (انگلیسی: Clotilde Essiane؛ زادهٔ ۶ اوت ۱۹۸۵) بازیکن فوتبال اهل کامرون است.
وی همچنین در تیم ملی فوتبال زنان گینه استوایی بازی کرده‌است.